# Tobaksläktet
Tobaksläktet (Nicotiana) är ett växtsläkte med cirka 90 arter i familjen potatisväxter. Släktet tillhör samma familj som potatis, tomater och paprika. Några arter odlas för sina nikotinrika blad och andra för sina vackra blommor. De flesta arter i släktet är ettåriga och högvuxna (1-2 m), med breda ovala blad med helbräddade kanter. Blommorna är femtaliga, sambladiga och långpipiga och sitter i klaseliknande knippen i stjälkens topp. Tobaksarter innehåller nikotin i bladen, och det är ett gift som kan tränga igenom oskadad hud när man hanterar eller plockar tobak, se artikeln om nikotin.
Tobak används främst för tobaksrökning, det vill säga inandning av rök från cigaretter, cigarrer eller rökpipor. Tobak används även i snus och i tuggtobak. Röktobaken kommer främst från bondtobak (N. rustica)  och virginiatobak (N. tabacum). Den vanligaste prydnadstobaken är blomstertobak (N. × sanderae).

## Etymologi
Carl von Linné namngav släktet efter Jean Nicot, fransk ambassadör i Portugal, som introducerade tobak i Europa omkring 1560.
Namnet tobak kommer från det spanska ordet tabaco för växten. Det kommer i sin tur från ett liknande ord som Christofer Columbus uppfattade på Hispaniola och vars ursprungliga betydelse är oklar. Det kan syfta på själva växten, på en pipa som används för rökning eller på ett tobaksblad inrullat i ett majsblad.

## Bildgalleri

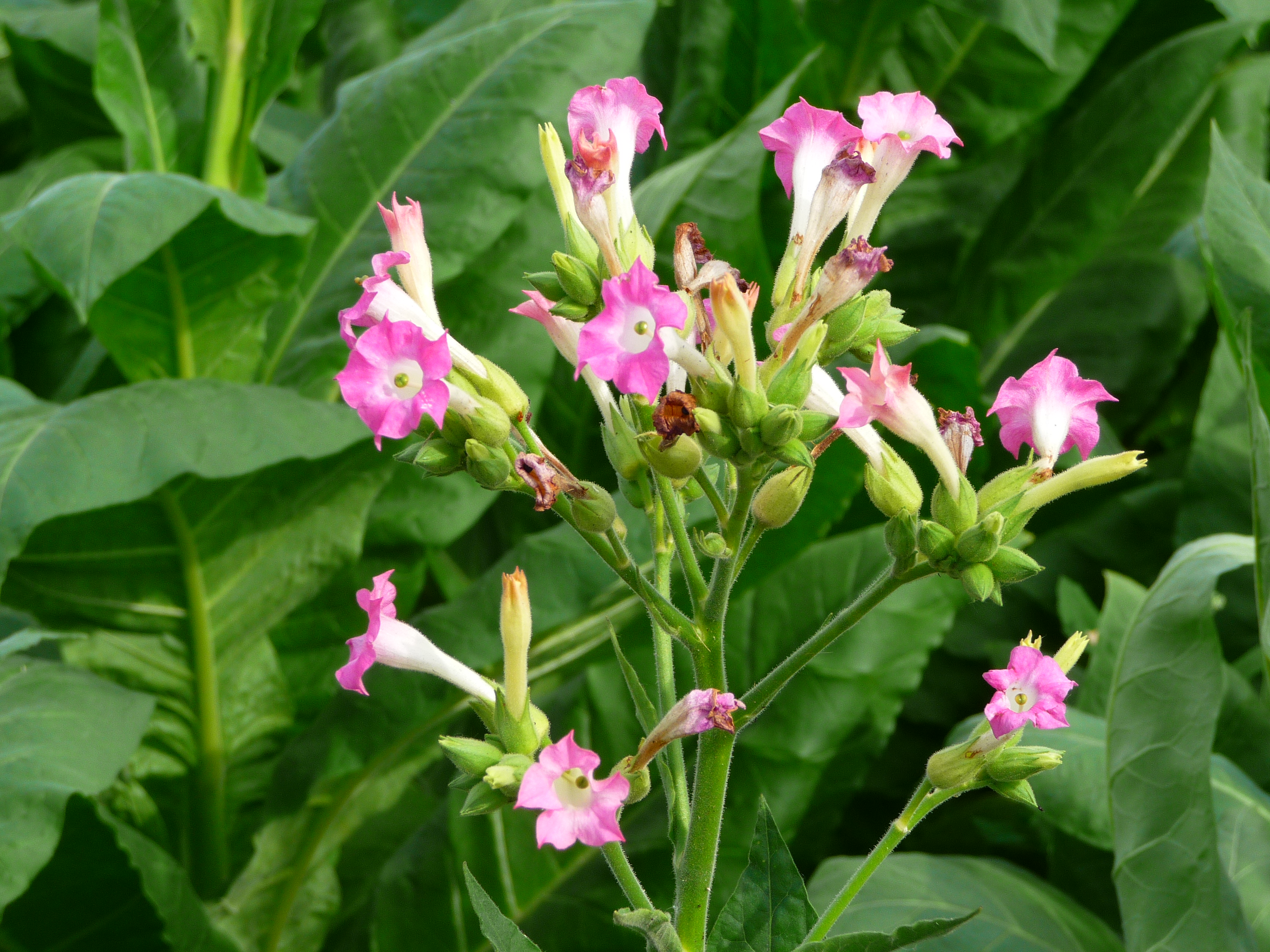
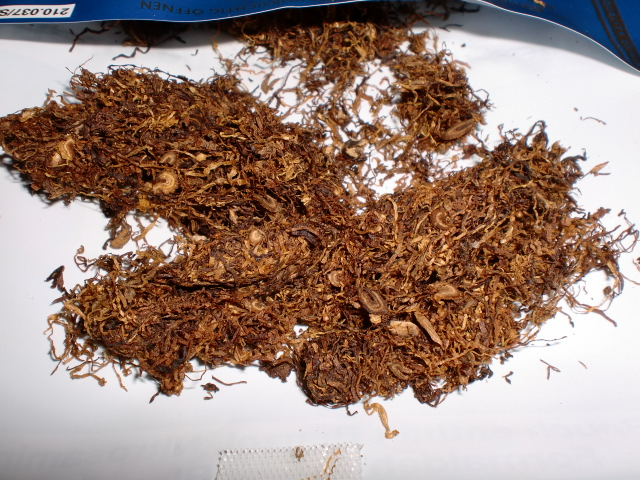
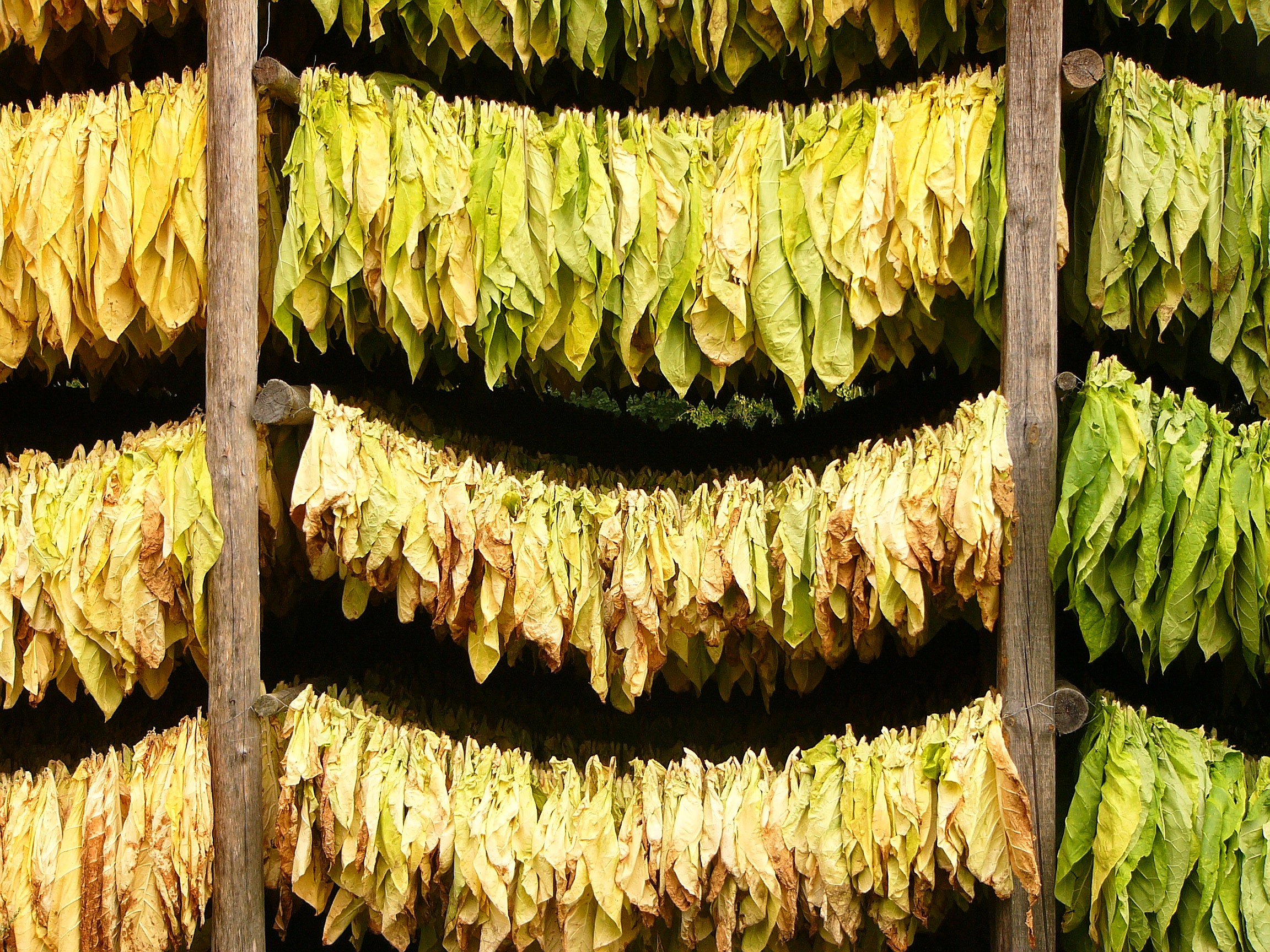
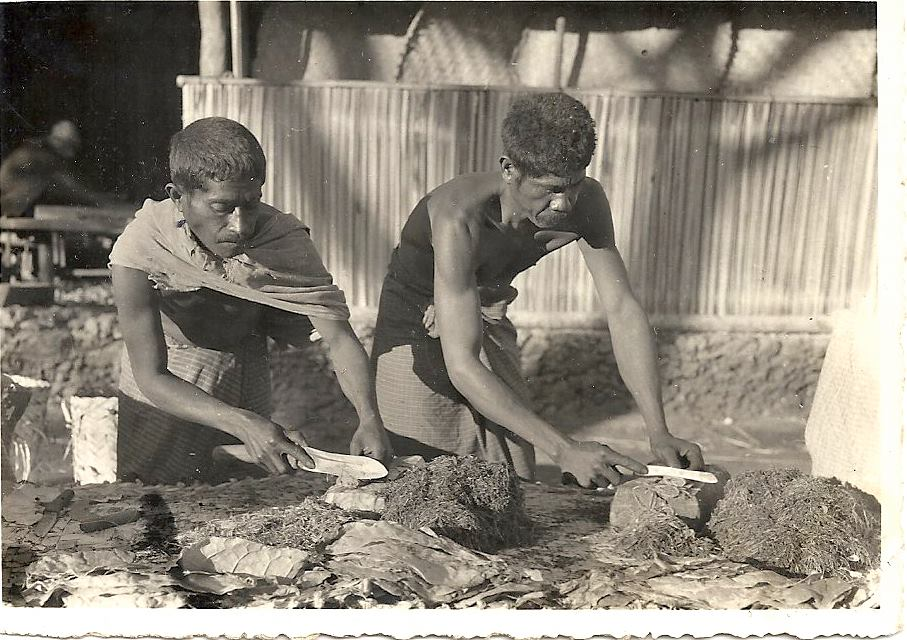
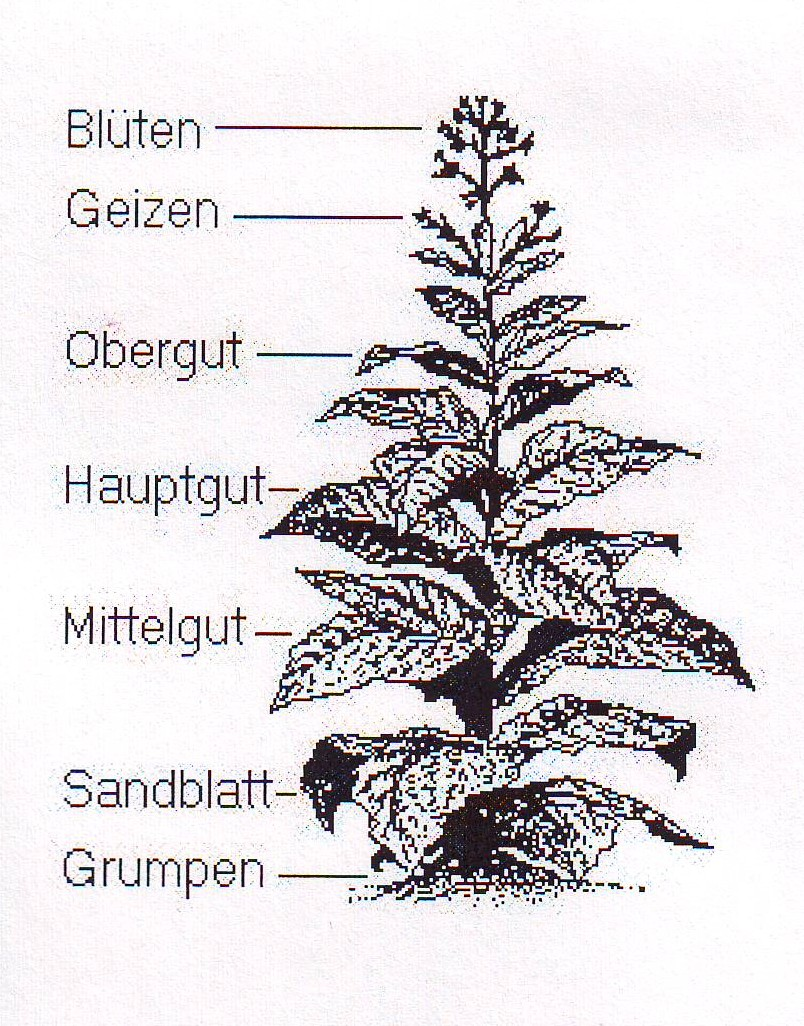
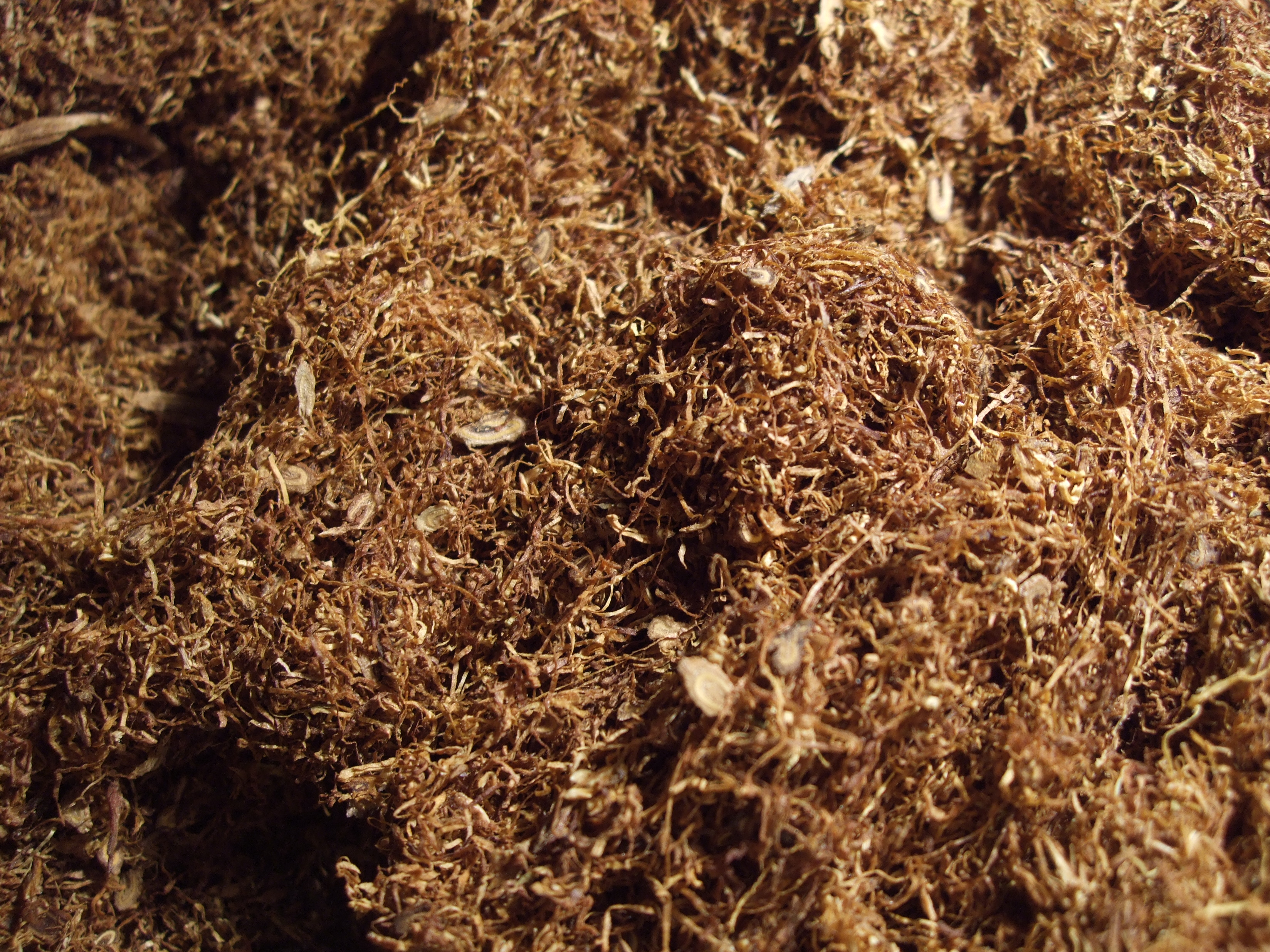

## Dottertaxa till Tobak, i alfabetisk ordning[1]
- Nicotiana acaulis
- Nicotiana acuminata
- Nicotiana africana
- Nicotiana alata
- Nicotiana ameghinoi
- Nicotiana amplexicaulis
- Nicotiana arentsii
- Nicotiana attenuata
- Nicotiana azambujae
- Nicotiana benavidesii
- Nicotiana benthamiana
- Nicotiana bonariensis
- Nicotiana burbidgeae
- Nicotiana cavicola
- Nicotiana clevelandii
- Nicotiana cordifolia
- Nicotiana corymbosa
- Nicotiana cutleri
- Nicotiana debneyi
- Nicotiana edwardsonii
- Nicotiana excelsior
- Nicotiana flindersiensis
- Nicotiana forgetiana
- Nicotiana fragrans
- Nicotiana glauca
- Nicotiana glutinosa
- Nicotiana goodspeedii
- Nicotiana gossei
- Nicotiana graciliflora
- Nicotiana heterantha
- Nicotiana knightiana
- Nicotiana langsdorffii
- Nicotiana linearis
- Nicotiana longibracteata
- Nicotiana longiflora
- Nicotiana maritima
- Nicotiana megalosiphon
- Nicotiana miersii
- Nicotiana monoschizocarpa
- Nicotiana mutabilis
- Nicotiana noctiflora
- Nicotiana obtusifolia
- Nicotiana occidentalis
- Nicotiana otophora
- Nicotiana paa
- Nicotiana pandurata
- Nicotiana paniculata
- Nicotiana pauciflora
- Nicotiana petunioides
- Nicotiana plumbaginifolia
- Nicotiana quadrivalvis
- Nicotiana raimondii
- Nicotiana repanda
- Nicotiana rosulata
- Nicotiana rotundifolia
- Nicotiana rustica
- Nicotiana sanderae
- Nicotiana setchellii
- Nicotiana simulans
- Nicotiana solanifolia
- Nicotiana spegazzinii
- Nicotiana stocktonii
- Nicotiana suaveolens
- Nicotiana sylvestris
- Nicotiana tabacum
- Nicotiana thyrsiflora
- Nicotiana tomentosa
- Nicotiana tomentosiformis
- Nicotiana trigonophylla
- Nicotiana truncata
- Nicotiana umbratica
- Nicotiana undulata
- Nicotiana velutina
- Nicotiana wigandioides
- Nicotiana wuttkei